# Terra rossa

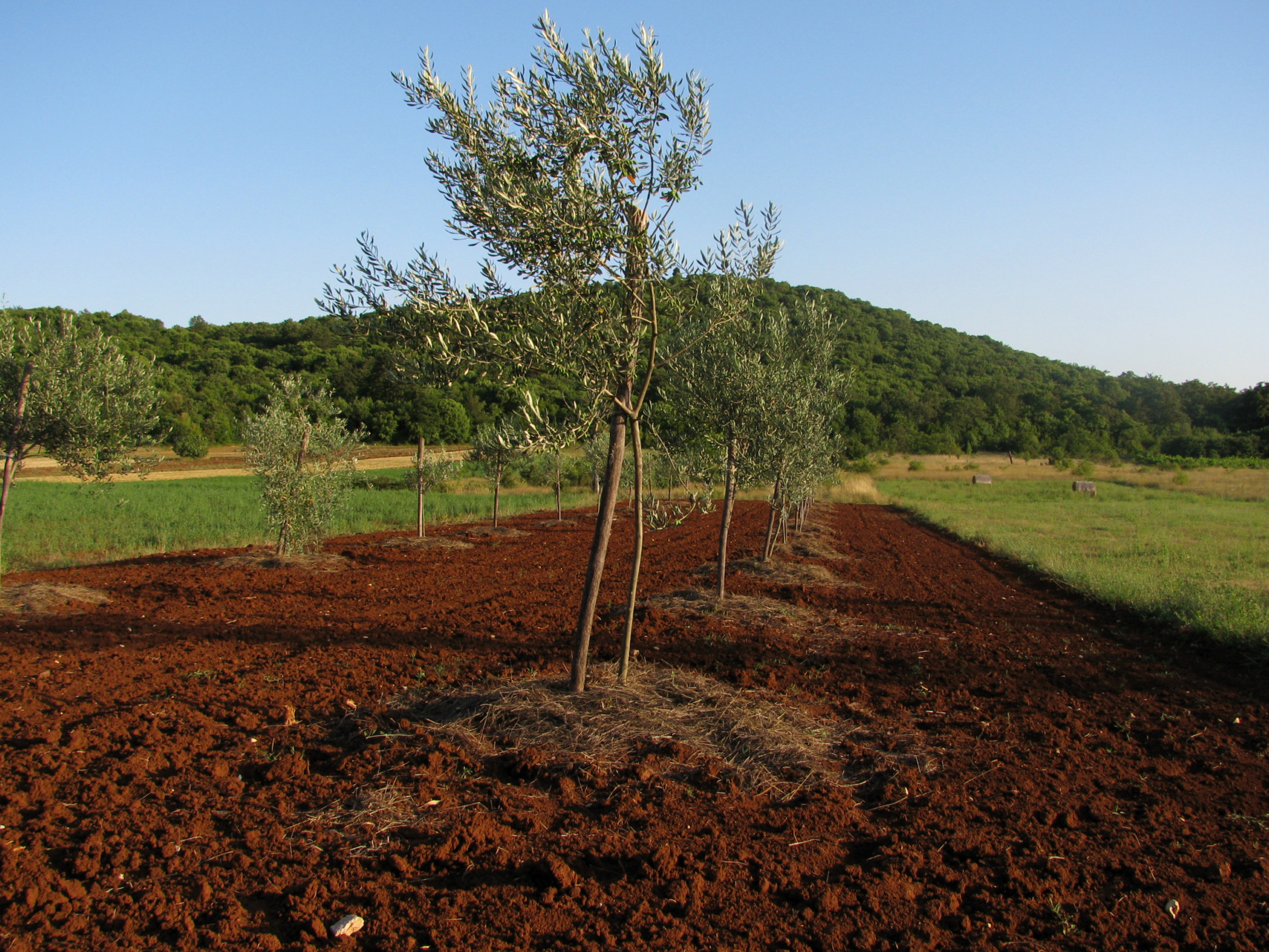
Terra rossa w Chorwacji

Terra rossa (wł. czerwona ziemia) – czerwona gleba lub osad wypełniający pustki krasowe, tworząca się w wyniku krasowienia wapieni w klimacie śródziemnomorskim lub tropikalnym, podobna do gleb laterytowych. Składa się głównie z wodorotlenków, uwodnionych tlenków glinu i wodorotlenku żelaza.
W Polsce terra rossa występuje m.in. w pustkach krasowych wapieni dewońskich Gór Świętokrzyskich.
Na terenie Australii terra rossa występuje w rejonie Coonawarry, z tego regionu pochodzą najlepsze w Australii wina czerwone z odmian cabernet sauvignon i shiraz ze słodką, "miękką" taniną o aromacie mięty.